# Llei de voluntats digitals

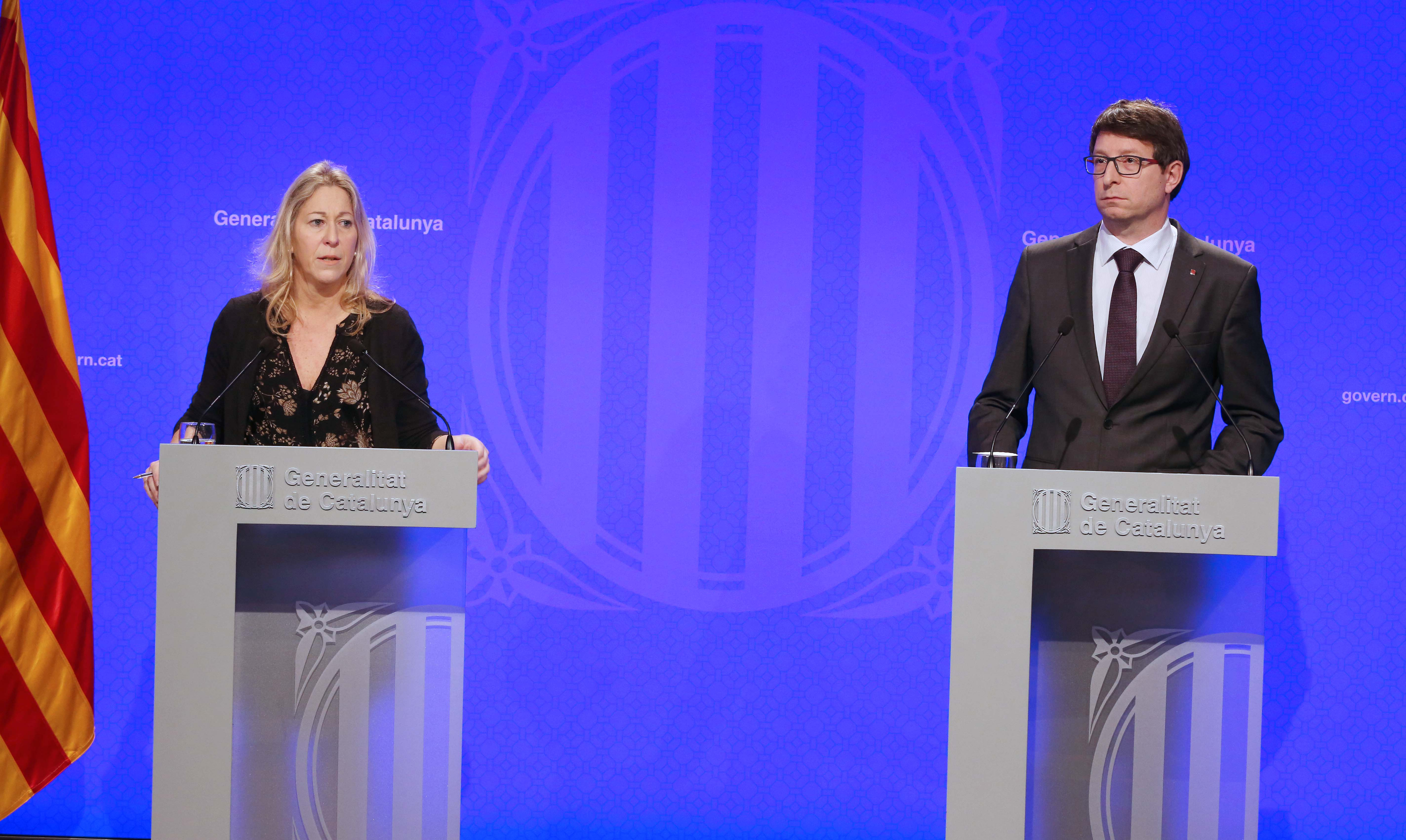
Neus Munté i Carles Mundó durant la roda de premsa de presentació

La llei de voluntats digitals és un Projecte de llei del Govern de Catalunya que pretén regular la vida digital de les persones mortes. Es va presentar el 28 de febrer del 2017 en una roda de premsa a Barcelona. Es tracta d'un nou marc legal que reconeix el valor patrimonial de la petjada digital. És per això que estimula la designació d'un hereu digital, que quedi explícitament manifest al testament. Aquest hereu serà l'encarregat d'administrar tots els comptes i continguts del difunt a la xarxa, d'acord amb la seva voluntat. L'objectiu és que els hereus quedin inequívocament apoderats davant dels prestadors de serveis digitals, que els hauran de facilitar tant l'accés a tots els comptes com la retirada i la recuperació dels arxius dels difunts. Entre els actius d'una herència digital, el Projecte de llei hi distingeix les comunicacions electròniques, els comptes de xarxes socials, l'emmagatzematge d'arxius al núvol; o els béns, serveis i dominis adquirits per la persona traspassada. L'hereu digital també es farà càrrec de la titularitat dels comptes i dels continguts a Internet si el seu titular és declarat incapaç. El Projecte de llei de voluntats digitals adapta les normes sobre successions del dret civil català a l'expansió de les noves tecnologies i a l'aparició de noves formes de patrimoni que, fins ara, no estaven previstes. La norma és pionera a tot l'Estat Espanyol.

## Característiques
- Menors: La presència dels menors a les xarxes socials també ha superat l'actual marc normatiu. Un mal ús d'Internet suposa riscos evidents i pot comportar greus perjudicis. En canvi, els pares es poden trobar indefensos, mancats d'instruments ràpids i efectius per protegir els seus fills. En aquest sentit, el Projecte de llei reconeix que els pares tenen el dret i l'obligació d'actuar per evitar aquest ús inapropiat i per prevenir-ne els danys que pot provocar. Per tant, en casos de falta d'entesa amb els fills, la Llei facultarà els pares per adreçar-se a la justícia i facilitarà tot el procés perquè els prestadors de serveis digitals retirin imatges, comentaris i, fins i tot, l'accés als comptes.[3]

- Registre de voluntats digitals: El Govern també ha previst la creació d'un registre de voluntats digitals, adreçat sobretot a les persones joves, que no han fet testament perquè no tenen patrimoni. El registre, que dependrà del Departament de Justícia, permetrà la designació telemàtica de l'hereu digital des de qualsevol ordinador, si es disposa de signatura electrònica. Davant dels prestadors de serveis, la inscripció al Registre de voluntats digitals tindrà el mateix valor que el testament. En cas que el testament i el registre incloguin voluntats diferents, sempre prevaldrà el testament.[3]